# Soffitto alla francese

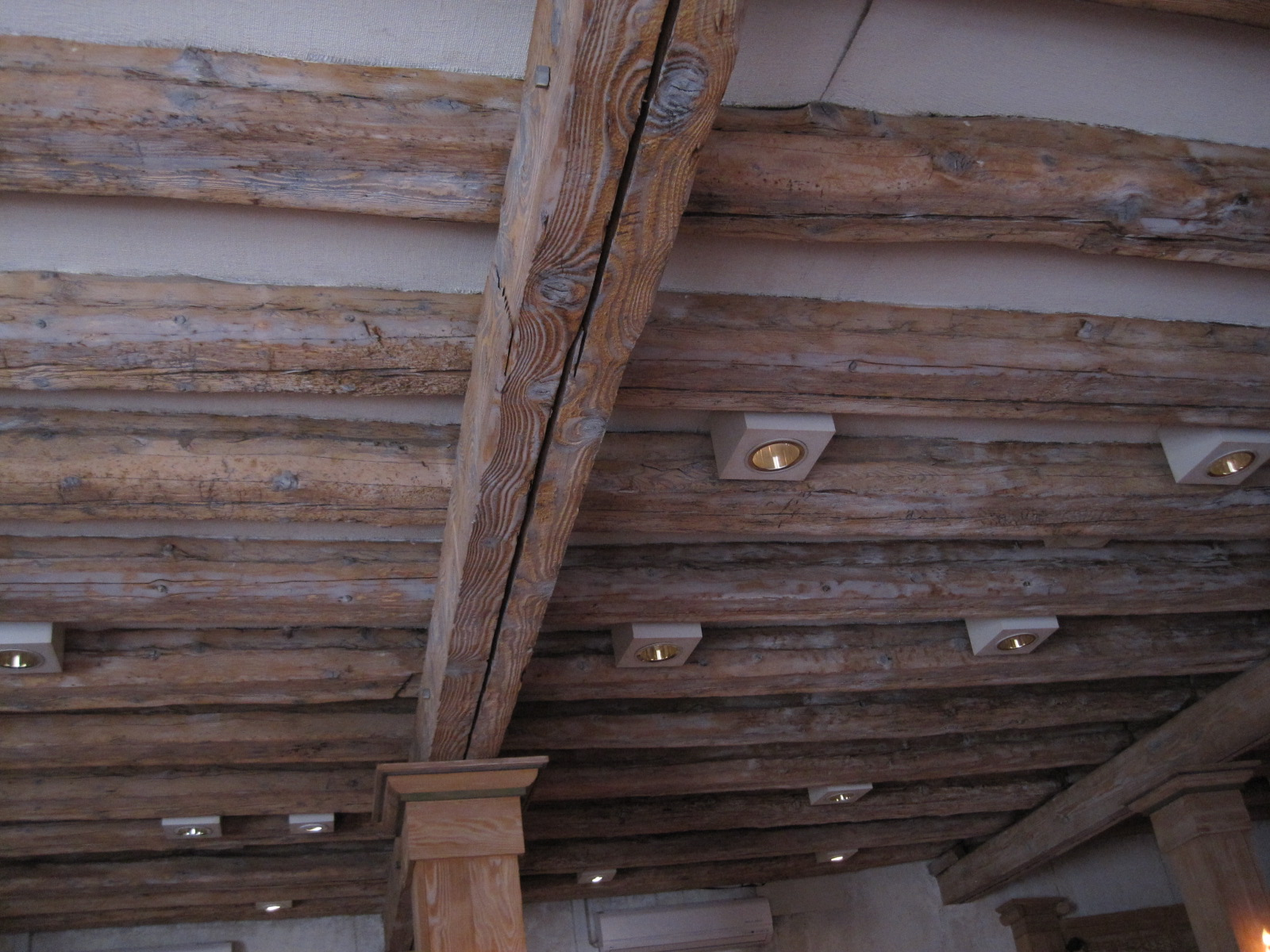
Esempio di soffitto alla francese

Un soffitto alla francese è un soffitto costituito da travetti che hanno la stessa larghezza dei vuoti che intercorrono tra essi (interspazio).
Dal XIV secolo, i soffitti alla francese sono frequentemente decorati con stemmi e scene di tutti i tipi. Numerosi soffitti del XV secolo sono conservati nel mezzogiorno della Francia, a Lagrasse, Capestang, Narbona, Montpellier, Avignone o ancora Pont-Saint-Esprit; tre soffitti dipinti sono conservati nella Maison des Chevaliers, Museo di arte sacra del Gard.
Nel XVII secolo, questo soffitto viene molto spesso ornato di fiori, frutti o foglie variopinte, in viticci o in ghirlande, ai quali si mescolano i simboli di un'arte, di un piacere o le arme del padrone della dimora.
Un esempio di soffitto alla francese può essere visto nel castello di Fontainebleau, Galleria dei cervi.

## Galleria d'immagini

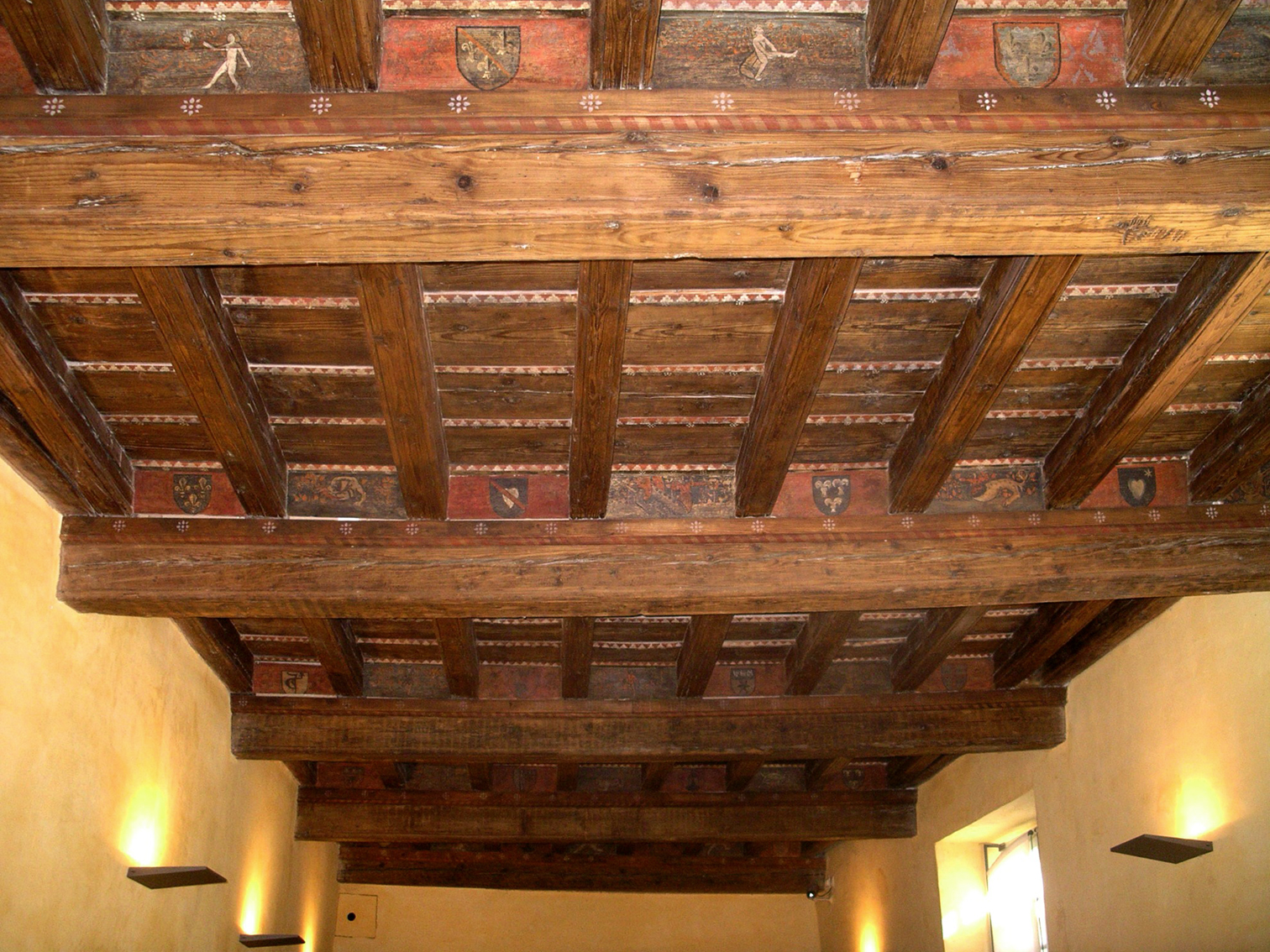
Maison des Chevaliers, Pont-Saint-Esprit (Gard) Soffitto del salone di rappresentanza, 1450
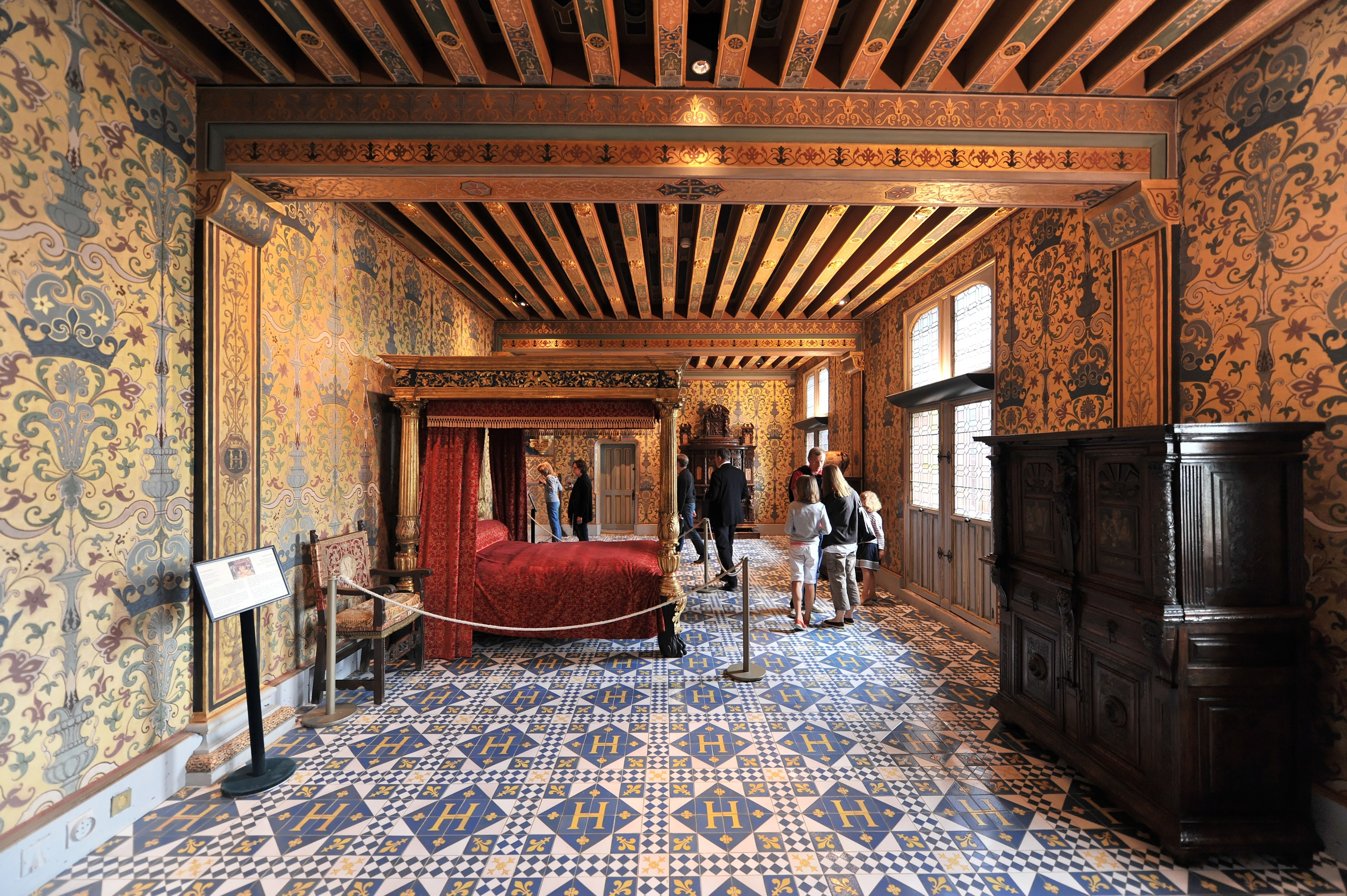
Castello di Blois
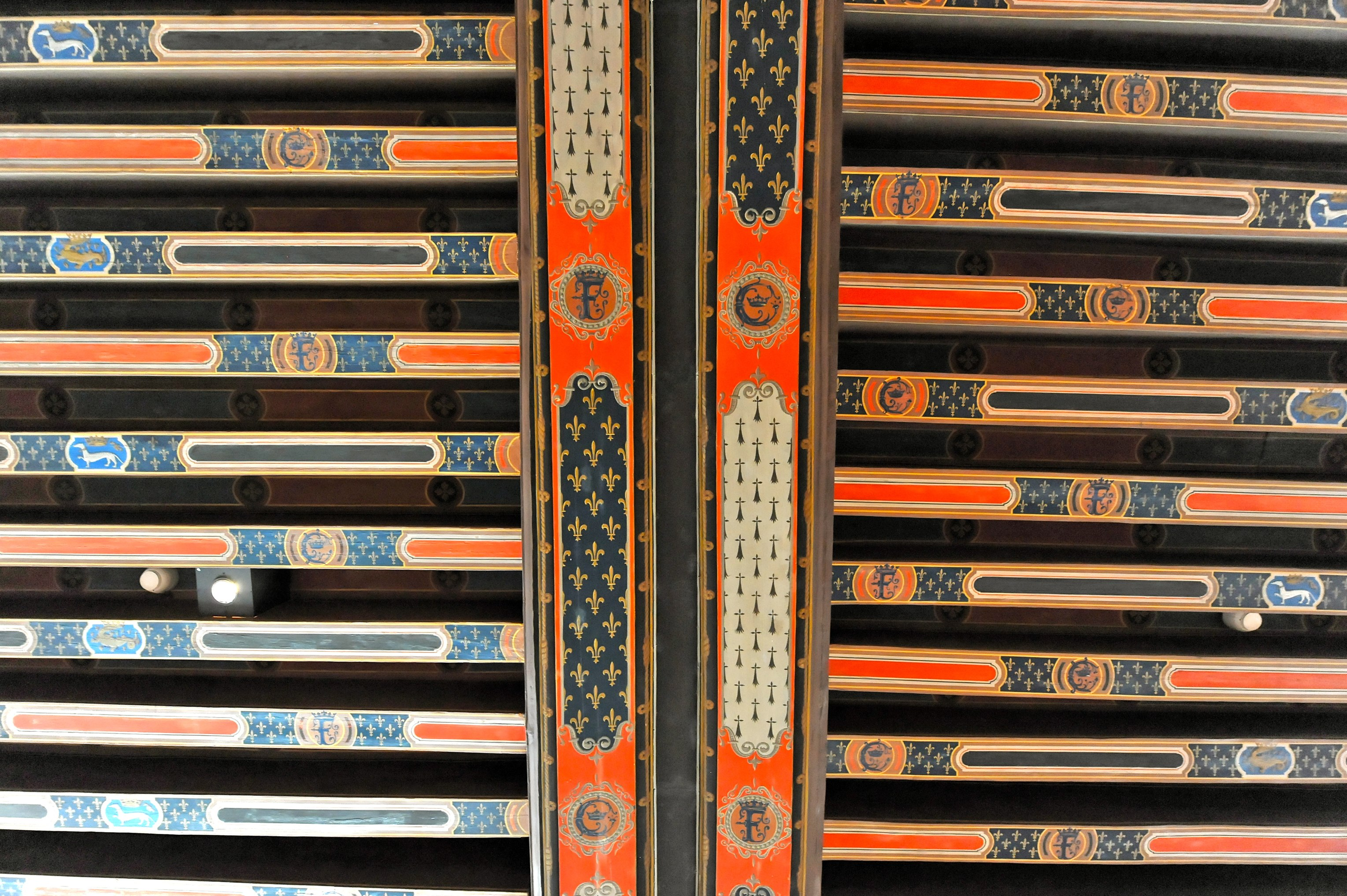
Castello di Blois
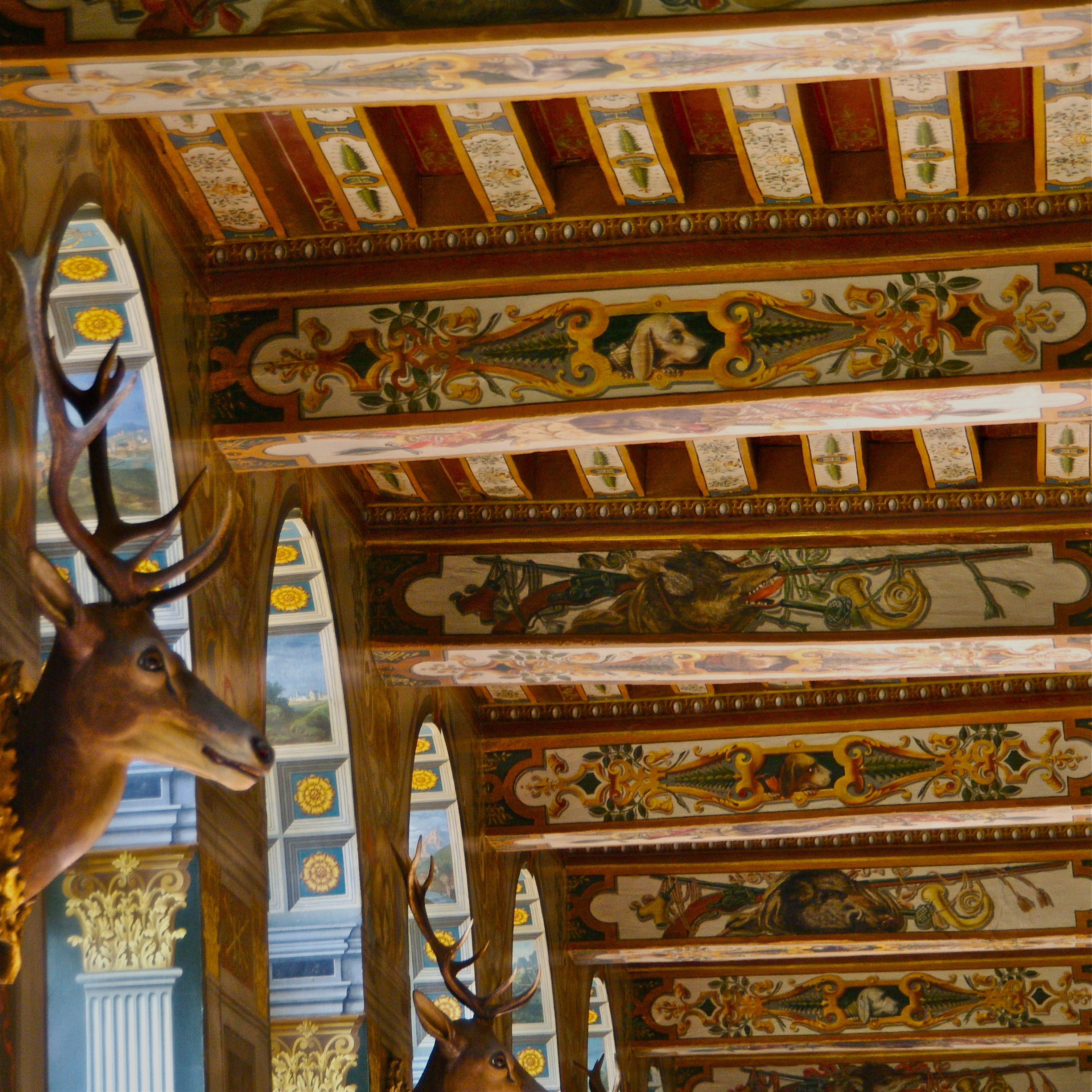
Galleria dei cervi, castello di Fontainebleau